# درسویانکا
درسویانکا (به لاتین: Dresvyanka) یک منطقهٔ مسکونی در روسیه است که در سرزمین آلتای واقع شده‌است.